# Ччигэ
Ччигэ (кор. 찌개, jjigae, tchigae) — корейское блюдо, эквивалентное рагу. Существует множество вариантов ччигэ, но классическими компонентами являются мясо, морепродукты или овощи в бульоне, приправленные кочхуджаном, твенджаном, канджаном или сэучотом. Ччигэ обычно подаётся на стол в общем блюде и в горячем виде.
Корейские застолья практически всегда включает в себя либо ччигэ, либо тхан (탕 — суп). Во времена династии Чосон ччигэ называли древним именем чочхи и два варианта могли быть всегда представлены на королевском столе.
Различные типы ччигэ назывались в соответствии с их главными ингредиентами, такими как сэнсон ччигэ (생선찌개), приготовленный из рыбы или тубу ччигэ (두부찌개) из тофу, или по наличию определённого бульона или приправ, например, кочхуджан-ччигэ (고추장찌개) или твенджанччигэ (된장찌개).

## Варианты

### По ингредиентам
- Альтхан-ччигэ (알탕찌개), сделанный из икры сайды
- Тубу-ччигэ (두부찌개), приготовленный из тофу[3]
- Ке-ччигэ (게찌개) из крабов
- Кимчхиччигэ (김치찌개) из кимчхи и других компонентов[3]
- Кхонби-ччигэ (콩비지 찌게) из сои
- Пудэ-ччигэ (부대찌개), приготовленный из пряного бульона, отборного мяса и других ингредиентов[4]
- Мёнранджот-ччигэ (명란젓찌개) из мёнран чот (засоленная икра)
- Сэнсон-ччигэ (생선찌개), из рыбы; тонтхэ-ччигэ (동태찌개) — вариант из замороженной сайды
- Сундубу-ччигэ (순두부찌개) из некоагулированного мягкого тофу[5]

### По приправам
- Твенджан-ччигэ (된장찌개), сделанный с бульоном твенджан[3]
- Чхонгукчан-ччигэ (청국장찌개), приготовленный с чхонгукчаном и другими ингредиентами[3]
- Сэучот-ччигэ (새우젓찌개) с креветочной пастой
- Кочхуджан-ччигэ (고추장찌개) с острой пастой «кочхуджан», обычно также со свининой.

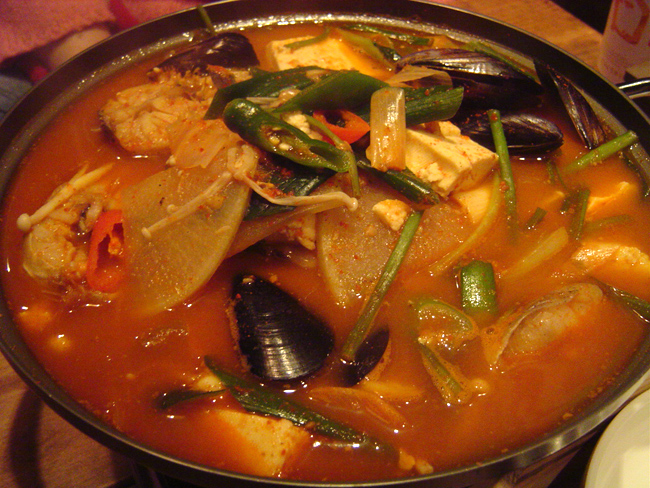
Горячий тонтхэ-ччигэ - корейское рагу из сайды.